# Girkalnis
Girkalnis is een plaats in de gemeente Raseiniai in het Litouwse district Kaunas. De plaats telt 997 inwoners (2001).